# Delphacodes guianensis
Delphacodes guianensis är en insektsart som först beskrevs av Frederick Arthur Godfrey Muir 1919.  Delphacodes guianensis ingår i släktet Delphacodes och familjen sporrstritar. Inga underarter finns listade i Catalogue of Life.